# 汐見運河

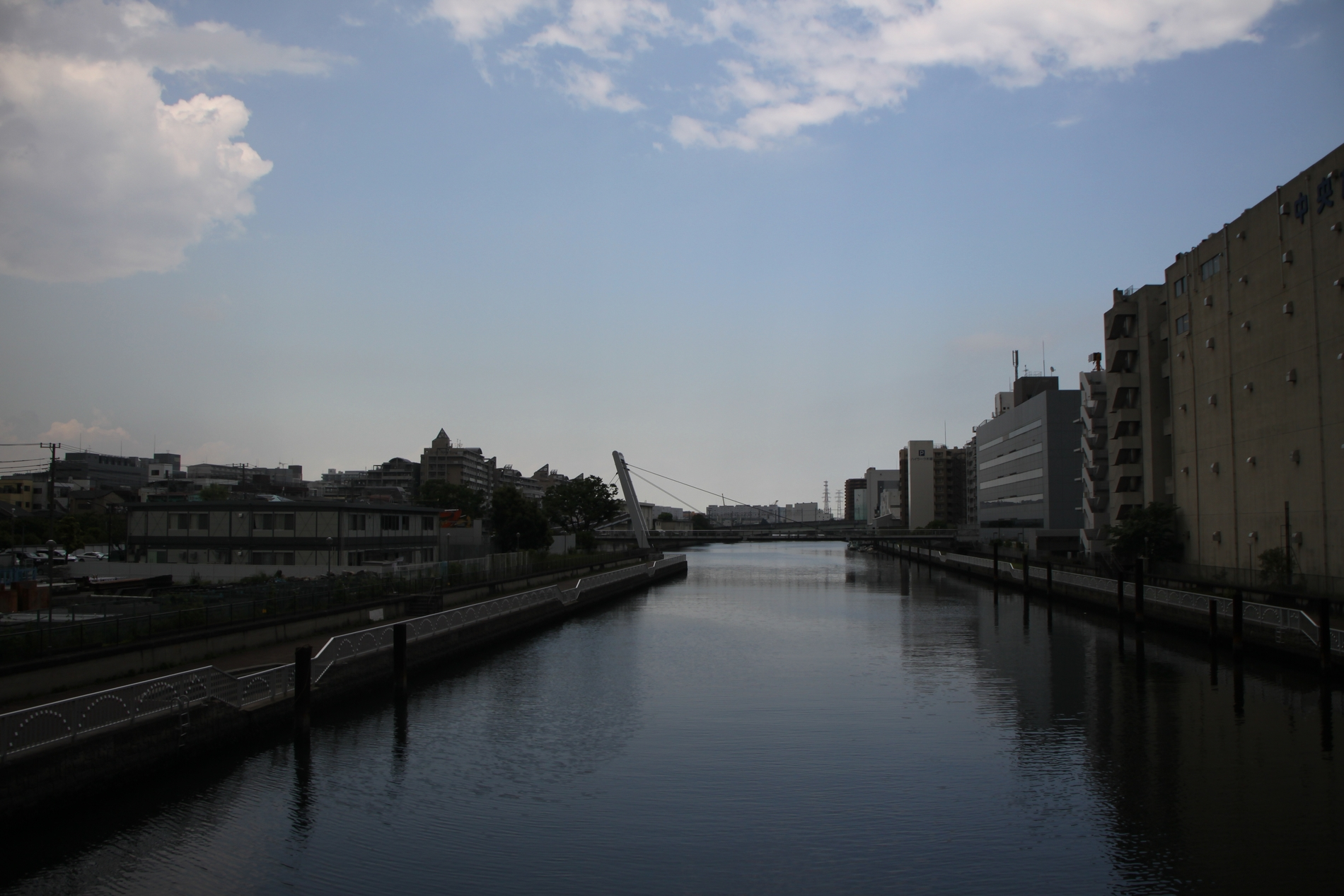
汐見運河（2010年5月 汐枝橋から撮影）

汐見運河（しおみうんが）は、東京都江東区塩浜と江東区潮見・枝川の間を流れる運河である。

## 橋梁
- 蛤橋
- 鴎橋
- 汐枝橋（三ツ目通り、首都高速9号深川線）
- しおかぜ橋

## 流域の施設
- 越中島貨物駅